# Stephen Briggs
Stephen Briggs (* 1951) je, podle svých vlastních slov, "státní úředník, který fušuje do ochotnického divadla". Nicméně, skrze jeho dramaturgickou práci se stal do značné míry spojen s doplňujícími díly a zbožím spojených se Zeměplochou Terryho Pratchetta.
V roce 1991 Briggs adaptoval se souhlasem od Pratchetta Soudné sestry pro Studio Theatre Club of Abingdon, Oxfordshire. Hrál roli Lorda Felmeta. To byl jeho vstup na Zeměplochu. Velice si užíval knihu a výzvu jejího uvedení na divadelní prkna a následujícího roku pokračoval v adaptaci Morta, kde hrál Smrtě.
V roce 1993 byly upraveny Stráže! Stráže! a Briggs hrál poprvé Lorda Vetinariho. Od té doby si zopakoval tuto roli v různých jiných hrách a na oficiálních příležitostech, jako je druhá Discworld Convention's Maskerade Dinner a na setkáních partnerských měst s Ankh-Morporkem s Wincantonem, Somersetem. Většina zobrazení patricije je nyní ve větší či menší míře podobná vzoru Briggse a pro mnoho fanoušků je nyní obtížné si představit zobrazení lorda Vetinariho jiným způsobem. V divadelní hry ze Zeměplochy se staly pro Studio Theatre Club tradicí a Briggs nyní dostává rukopisy v předstihu, aby se premiéra hry mohla uskutečnit ve stejný okamžik jako vydání knihy.
Při čtení románu Stráže! Stráže! byl Briggs fascinován pocitem, že Ankh-Morpork má tvar, že má pevnou existenci v představivosti, a to i přes naléhání Pratchetta, že je to jenom náhoda. Tento pocit vedl k vydání mapy Ulice Ankh-Morporku, první mapu Zeměplochy, kterou vytvořili Briggs s Pratchettem a v roce 1993 namaloval Stephen Player. Dále následovaly Mapa Zeměplochy, Turistický průvodce po Lancre a Smrťova říše.
Briggs vytvořil rozsáhlou databázi informací o Zeměploše (říkalo se, že ví víc o světě, než Pratchett), a tato byla zpracována do Průvodce po Zeměploše. Encyklopedie informací (včetně některých, které ještě nikdy neopustily Pratchettův počítač) byla zveřejněna v roce 1995. Byla později aktualizována v letech 1998 a 2003. V roce 2007 zveřejnil Briggs Vtip a moudrost Zeměplochy, kompilát citátů ze všech románů Zeměplochy.
Stephen Briggs byl rovněž zapojen do takových spin-off děl jako Zeměplošské diáře či Kuchařka Stařenky Oggové a rovněž tyto vydané knihy divadelně adaptoval. Briggs také předčítal několik z nezkrácených audioknih zeměplošských románů vydaných Isis Publishing a Harper Collins v USA, kde jeho nahrávky obdržely dvě ocenění a byl nominován na třetí.
Dále se zapojil do prodeje zboží souvisejících se Zeměplochou. Začalo to s šálou z Neviditelné univerzity a nyní zahrnuje odznaky, trička, přívěsky na klíče a utěrky. Tento obchod se nazývá "CMOT Dibbler" po Kolíkovi A.S.P. nejneodbytnějšího obchodníka Ankh-Morporku (anglicky 'Cut-Me-Own-Throat Dibbler').